# Arctosa pseudoleopardus
Arctosa pseudoleopardus là một loài nhện trong họ Lycosidae.
Loài này thuộc chi Arctosa. Arctosa pseudoleopardus được A. V. Ponomarev miêu tả năm 2007.